# Erasmus College (Zoetermeer)
Het Erasmus College is een school voor voortgezet onderwijs in de Nederlandse gemeente Zoetermeer, opgericht in 1970. Het is een samenwerkingsschool en daltonschool voor voortgezet onderwijs in de Zoetermeerse wijk Palenstein, ingeklemd tussen de Australiëweg en de Randstadrail. De school biedt de niveaus mavo, havo, atheneum en gymnasium aan. Anno 2019 volgen 1773 leerlingen onderwijs aan het Erasmus College.

## Geschiedenis
Het Erasmus College werd door de "Stichting Samenwerkingsscholen Voortgezet Onderwijs te Zoetermeer" opgericht in een samenwerkingsverband tussen het protestants, katholiek en openbaar onderwijs. Het was indertijd nog de bedoeling dat alle Zoetermeerse scholen voor voortgezet onderwijs samenwerkingsschool zouden zijn. Sinds eind jaren 70 de scholen zich naar geloofsrichting opsplitsten bestuurt de stichting alleen nog deze openbare tak. Het schoolgebouw onderging in 2011 een restauratie en uitbreiding.

## Onderwijs

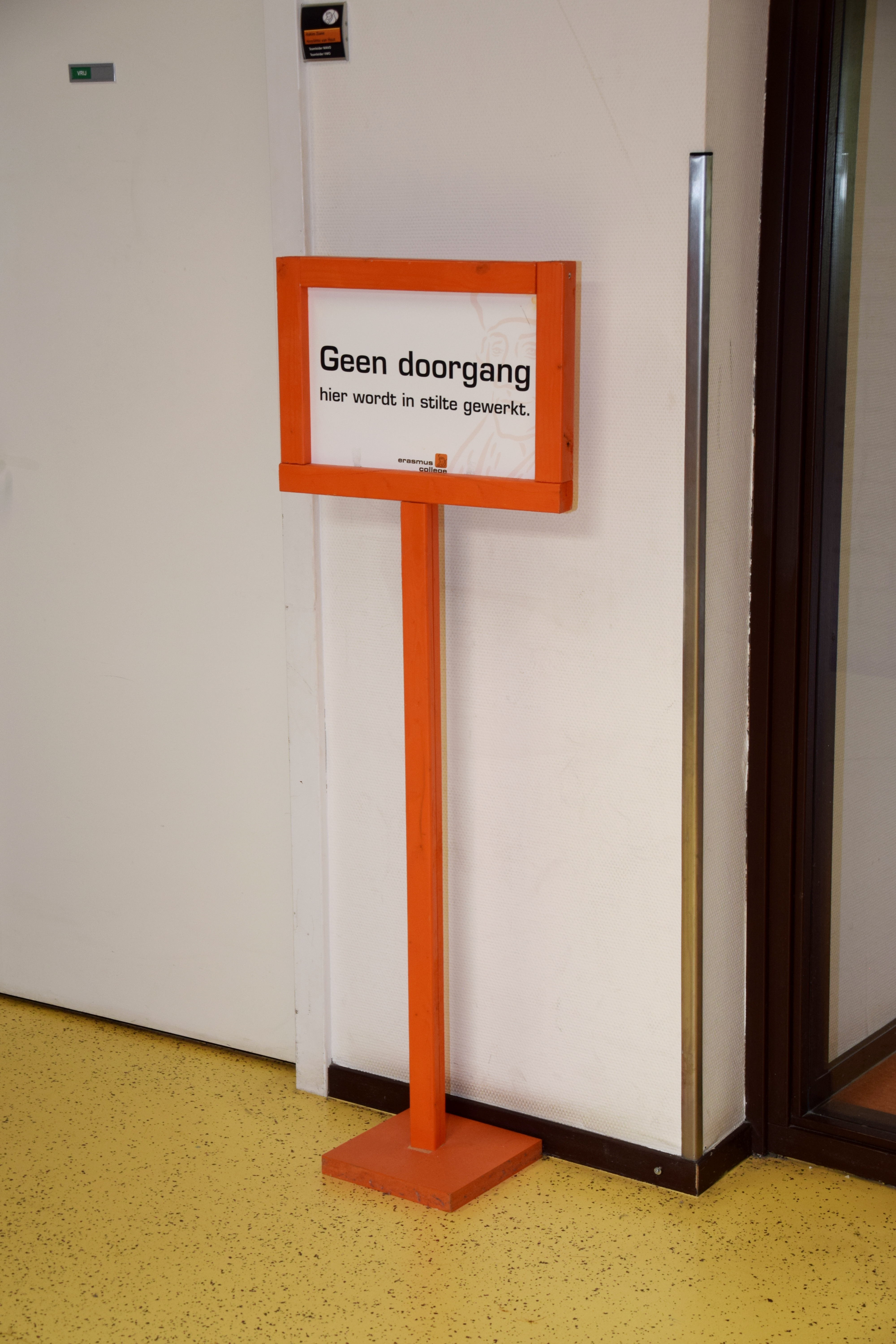
Hier wordt in stilte gewerkt

Het daltononderwijs wordt op de school gegeven voor mavo, havo en vwo'ers. De gymnasiasten volgen echter in een aparte klassen onderwijs omdat zij ook Latijn/Grieks volgen. Na de derde klas vindt pas een splitsing in de beide niveaus plaats en wordt gelijktijdig ook het profiel voor de bovenbouw gekozen. Bovendien kan men voor de eerste twee jaar kiezen om een zogenoemde masterclass te volgen. Dit wordt echter alleen aangeboden voor de leerlingen met een vwo-advies op de basisschool. Omdat het Erasmus College een daltonschool is heeft het ook de zogenoemde dalton-uren (voorheen opdrachturen) waarin de leerlingen zelfstandig moeten werken aan opdrachten van een bepaald vak.

## Extra
Naast de reguliere lessen biedt het Erasmus College ook na schoolse activiteiten aan, zoals het Sportproject, en een Technische- en Video Commissie. Voor de derde klassen is er een werkweek waarin leerlingen naar verschillende plekken in Nederland gaan zoals Texel of Schouwen-Duiveland, maar ook de Belgische Ardennen. Voor 4 havo en 5 vwo is er Groot Toneel, de grootste toneel productie die deze school maakt. Hierin komen zang, dans, muziek en acteerwerk een. Ook gaan deze leerjaren op buitenlandse reis, naar bestemmingen als Rome, Barcelona, Lissabon en Wales.

## Bekende leerlingen
- Barry Atsma
- Margreet van Driel
- Sandra Hermanus-Schröder
- San Holo
- René van Kooten
- Leo Kouwenhoven
- Kamiel Maase
- Céline Purcell
- Pauline Slot
- Georgina Verbaan